# Маратон (Њујорк)
Маратон (енгл. Marathon) град је у америчкој савезној држави Њујорк.

## Демографија
По попису из 2010. године број становника је 919, што је 144 (-13,5%) становника мање него 2000. године.
| Група             | 2000.         | 2010.       |
| Белци             | 1.046 (98,4%) | 892 (97,1%) |
| Афроамериканци    | 4 (0,4%)      | 2 (0,2%)    |
| Азијати           | 0 (0,0%)      | 3 (0,3%)    |
| Хиспаноамериканци | 6 (0,6%)      | 11 (1,2%)   |
| Укупно            | 1.063         | 919         |